# Monophyllus plethodon
Monophyllus plethodon — вид родини листконосові (Phyllostomidae), ссавець ряду лиликоподібні (Vespertilioniformes, seu Chiroptera).

## Середовище проживання
Країни поширення: Ангілья, Антигуа і Барбуда, Барбадос, Домініка, Гваделупа, Мартиніка, Монтсеррат, Сент-Кіттс і Невіс, Сент-Люсія, Сент-Вінсент і Гренадини. Відомий від рівня моря до 550 м.  

## Звички
Лаштує сідала в печерах.

## Загрози та охорона
Гірничодобувна промисловість і туризм в печерах є загрозами. Зустрічаються в природоохоронних районах.